# ベトナム乞士派
ベトナム乞士派（Hệ phái Khát sĩ Việt Nam）はベトナム仏教教会公認9宗派の一派。「釈迦牟尼正法の伝道」を掲げる明灯光（Minh Đăng Quang, 1923年 - ?）により1944年に創始された。大乗仏教と上座部仏教を融合させた宗派であるとする説明が見られるが、明灯光自身が「南伝北伝習合」を標榜した証拠は無く、本来はプノンペンでの修行から帰郷した明灯光が大乗仏教優勢のベトナムにおいて上座部仏教を布教することが目的であったとする見解が存在する。

## 1944年～1954年
初期の活動は、法四依を重視する開祖明灯光により展開された。
"Nhất biều thiên gia phạn
Cô thân vạn lý du
Dục cùng sanh tử lộ
Khất hóa độ xuân thu"
（一鉢に千家の飯、孤身万里を遊ぶ。生死の路を窮めんと欲し、春秋化度を乞う。）
漢字：
一鉢千家飯
孤身万里遊
欲窮生死路
乞化度春秋
1944年から10年の間に、64堂の精舎がベトナム南部および中部に成立し、第一の隆盛期を迎えた。しかし、1954年ビンミンにおいて指導者明灯光が何者かに拉致されて以降、勢力拡大の勢いを弱める。尚、明灯光の消息は現在も不明である。

## 1954年～1964年
1954年以降は、以下諸教団の分化・形成が進んだ。
第一教団：1944年に明灯光によって設立され、僧侶や尼僧を受け入れた。明灯光の失踪後は覚正（Giác Chánh）師が指導者となる。21の精舎を抱え、3人のベトナム仏教教会認定評議会委員が所属する。
第二教団：覚性（Giác Tánh）長老および覚浄（Giác Tịnh）長老が設立。沿海南中部のハムタン、ファンティエット、カインホア、クイニョン等に合計15の精舎を持つ。
第三教団：覚安（Giác An）長老が設立。ダクラク 、ザライ、 コントゥムをはじめとする中部高原に勢力を持つ。
第四教団：覚然（Giác Nhiên）和尚が指導。バリア＝ブンタウ、ドンナイ、ビンズオン等の東南部、タイニン、カントー、ソクチャン、アンザン、キエンザン等のメコンデルタ地域に分布する。
第五教団：1960年に覚理（Giác Lý）長老が設立。クアンナム、カムラン、タップチャム、ビンロン、バリア＝ブンタウ、ホーチミン市、ベンチェ、ヴィンロン、ゴーコン等に20以上の精舎を持つ。
第六教団：1962年に覚慧（Giác Huệ）和尚が設立。本部はホーチミン市6区。現在18の精舎を持つ。
他に、蛍蓮（Huỳnh Liên）尼長よって設立された比丘尼僧等が存在する。乞士派比丘尼協会は、ホーチミン市ゴーヴァップ区に位置するゴックフオン精舎に本部を置く。

## 1964年～1974年
1965年前後、第一教団の覚如（Giác Nhu）和尚と覚常（Giác Thường）和尚がベトナム乞士派教会の設立を主張し、各乞士派教団合流の機運が高まる。
1966年5月に第一回合同会議が開催され、ベトナム乞士派委員会が設立された。

## 1975年以降
1975年のサイゴン陥落後の社会情勢の変化や偽乞士僧侶詐欺の横行等により、托鉢は実践されなくなった。
現在は覚全（Giác Toàn）長老がベトナム乞士派教団を指導しており、本部は嘉定精舎に設置されている。ベトナム南部に約300の精舎が存在する他、米国に世界乞士派教会系の精舎が20以上存在するとされる。